# 機械集材装置運転者
機械集材装置運転者（きかいしゅうざいそうちうんてんしゃ）とは、機械集材装置の運転に係る特別教育を修了した者。

## 概要
- 機械集材装置（集材機、架線、搬器、支柱及びこれらに附属する物により構成され、動力を用いて、原木又は薪炭材を巻き上げ、かつ、空中において運搬する設備をいう）の運転の業務

## 受講資格
- 満18歳以上

## 特別教育
- 特別教育は各事業所（企業等）又は都道府県労働局長登録教習機関において行われる。
- 安全衛生特別教育規程（昭和47年労働省告示第92号）で規定された履修時間は14時間（以上）となっている。

### 講習科目
- 学科

1. 機械集材装置に関する知識（3時間）
2. ワイヤロープに関する知識（2時間）
3. 関係法令（1時間）

- 実技

1. 機械集材装置の集材機の運転（4時間）
2. ワイヤロープの取扱い（4時間）

## 操作する機械集材装置
- 集材機、架線、搬器、支柱及びこれらに附属する物により構成され、動力を用いて、原木又は薪炭材を巻き上げ、かつ、空中において運搬する設備